# Aspe (kommunhuvudort)
Aspe är en kommunhuvudort i Spanien.   Den ligger i provinsen Provincia de Alicante och regionen Valencia, i den sydöstra delen av landet, 300 km sydost om huvudstaden Madrid. Aspe ligger 245 meter över havet och antalet invånare är 20 180.
Terrängen runt Aspe är kuperad åt sydväst, men åt nordost är den platt. Runt Aspe är det tätbefolkat, med 591 invånare per kvadratkilometer. Närmaste större samhälle är Elche, 10,9 km sydost om Aspe. Omgivningarna runt Aspe är i huvudsak ett öppet busklandskap.